# Dimitris-Tsatsos-Institut für Europäische Verfassungswissenschaften

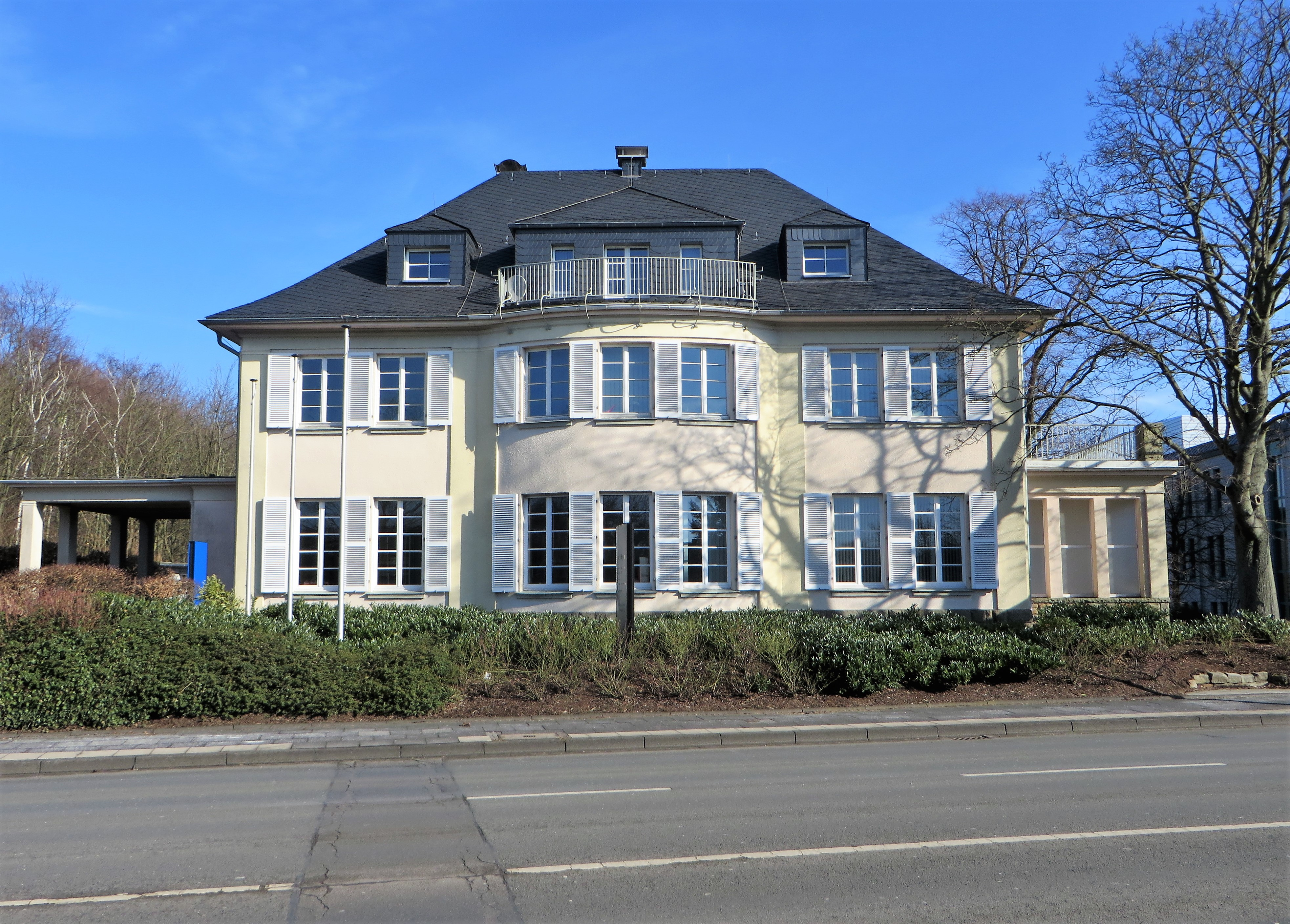
Villa Bechem, Sitz des DTIEV

Das Dimitris-Tsatsos-Institut für Europäische Verfassungswissenschaften (DTIEV) ist eine gemeinsame wissenschaftliche Einrichtung der Rechtswissenschaftlichen Fakultät und der Fakultät für Kultur- und Sozialwissenschaften der FernUniversität in Hagen. Die im April 2003 als „Institut für Europäische Verfassungswissenschaften (IEV)“ gegründete Einrichtung wurde nach dem Tod des Initiators, Gründungsmitgliedes und späteren Ehrendirektors des IEV, des griechischen Juristen Dimitris Tsatsos, im April 2010 nach ihm benannt.

## Aufgaben
Das interdisziplinär ausgerichtete Institut wird von der Rechtswissenschaft, der Politikwissenschaft und der Geschichtswissenschaft an der FernUniversität Hagen getragen. Seine Aufgabe besteht darin, die integrative Verfassungsentwicklung Europas interdisziplinär zu begleiten. Das DTIEV dient der wissenschaftlichen Forschung auf dem Gebiet der Verfassungswissenschaften. Es soll die historische und aktuelle Entwicklung des nationalen und europäischen Verfassungsrechts untersuchen, verfassungspolitische Ansätze in Theorie und Praxis vergleichend analysieren und Lösungen für praktische Verfassungsprobleme erarbeiten. Dabei soll auch der Kontakt von Wissenschaft und Politik hergestellt werden. Die Ergebnisse der Forschung finden Eingang in die Lehre an der Fernuniversität in Hagen.
Zu den selbst gesetzten Aufgaben des DTIEV gehören:
- Dokumentation und Auswertung der geschichtlichen, politischen und rechtlichen Quellen der Verfassungsordnungen in Europa;
- Dokumentation der Geschichte einer europäischen Verfassung und ihrer Umsetzungsbemühungen;
- Vergleichende Forschungen zur Entstehung, zum Stand, zu den Wirkungen und zur Rhetorik des nationalen und europäischen Verfassungsrechts;
- Beiträge zur Entwicklung der europäischen Verfassungsdiskussion durch eigene Veröffentlichungen;
- Förderung des innerwissenschaftlichen Austausches und des Austausches mit der Praxis.

Das DTIEV strebt im Rahmen seiner Aufgaben die Zusammenarbeit mit anderen nationalen und internationalen Forschungseinrichtungen an. Es ist vertreten im European Constitutional Law Network (ECLN).

## Direktorium, Vorstand und Kuratorium
Das Institut wird geleitet von einem Direktorium, einem Vorstand und einem Kuratorium. Direktor ist seit Dezember 2017 der Verfassungsrechtler Andreas Haratsch (Hagen). Gründungsdirektor war von 2003 bis 2017 der Historiker Peter Brandt (Hagen/Berlin), seitdem ist er Ehrendirektor. Stellvertretender Direktor ist seit 2017 Peter Schiffauer (Hagen/Breslau).
Im Vorstand sitzen zusätzlich zu den Direktoriumsmitgliedern die Juristen Andrea Edenharter, Jörg Ennuschat und Martin Hochhuth, der Historiker Ewald Grothe (Wuppertal), der Mathematiker Werner Kirsch (Hagen) sowie insgesamt drei Vertreter der Mitarbeiter und der Studierenden.
Dem Kuratorium gehören knapp dreißig Wissenschaftler und Politiker an. Zu ihnen zählten in der Vergangenheit u. a. Hans-Dietrich Genscher, Peter Glotz, Jutta Limbach und Guido Westerwelle. Vorsitzende des Kuratoriums ist Christine Landfried (Hamburg); ihre Stellvertreter sind Dimitris Melissas (Athen) und Manfred Stelzer (Wien).
Ehrenamtlicher externer Korrespondent ist Werner Daum. Wissenschaftliche Mitarbeiterin ist Anne Christine Nagel.

## Veranstaltungen
Das Institut veranstaltet eine Vortragsreihe und Symposien.
Die Symposien hatten bisher folgende Themen:
- 2022: Gesellschaftliche Voraussetzungen demokratischer Verfassungen
- 2019: Europa bedroht von innen und von außen?
- 2018: Constitutional Moments
- 2016: Europäische Governance in der Krise
- 2014: Parlamentarisierung und Entparlamentarisierung von Verfassungssystemen
- 2013: Verfassung und Krise
- 2012: Konstitutionalismus in Europa. Entwicklung und Interpretation im 19. und 20. Jahrhundert
- 2011: Verfassung – Parteien – Unionsgrundordnung
- 2010: Die Rolle von Experten in Verfassungsverhandlungen
- 2009: Das Subsidiaritätsprinzip – ein Element des europäischen Verfassungsrechts
- 2008: Perspektiven der Unionsgrundordnung

## Publikationen
Hauptprojekt ist seit 2004 das auf vier Bände angelegte Handbuch der europäischen Verfassungsgeschichte im 19. Jahrhundert mit begleitenden Quellen-CD-ROMs. Inzwischen wurde eine auf fünf Bände angelegte Reihe zum 20. Jahrhundert begründet, von der bisher ein Band erschienen ist.
- Peter Brandt, Werner Daum, Martin Kirsch, Arthur Schlegelmilch (Hrsg.): Handbuch der europäischen Verfassungsgeschichte. Institutionen und Rechtspraxis im gesellschaftlichen Wandel, [bisher] 3 Bde., J.H.W. Dietz
  - Bd. 1: Um 1800, Bonn 2006, ISBN 3-8012-4140-8;
  - Bd. 2: 1815–1847, Bonn 2012, ISBN 3-8012-4141-6;
  - Bd. 3: 1848–1870, Bonn 2020, ISBN 978-3-8012-4142-1.
- Arthur Benz, Stephan Bröchler und Hans-Joachim Lauth (Hrsg.): Handbuch der europäischen Verfassungsgeschichte im 20. Jahrhundert. Bd. 5: Seit 1989, Dietz, Bonn 2019, ISBN 978-3-8012-4251-0.

2010 erschien unter dem Titel Die Unionsgrundordnung ein Handbuch zur Europäischen Verfassung. Daneben werden einzelne Texte unter DTIEV-online – Hagener Online-Beiträge zu den europäischen Verfassungswissenschaften herausgegeben.
Das Institut gibt weiterhin seit 2004 eine Schriftenreihe heraus, in der bisher 22 Bände, hauptsächlich Sammelbände mit den Erträgen der Symposien, erschienen sind.
- Band 23: Ewald Grothe, Peter Schiffauer: Gesellschaftliche Voraussetzungen demokratischer Verfassungen. Berliner Wissenschafts-Verlag, Stuttgart 2024, ISBN 978-3-8305-5578-0.
- Band 22: Martin Hochhuth (Hrsg.): Der Europäischen Union eine nichtfinanzielle Seele geben. Ernst Cassirers kosmopolitische Konzepte. BWV, Berliner Wissenschafts-Verlag, Berlin 2021, ISBN 978-3-8305-5081-5.
- Band 21: Peter Schiffauer (Hrsg.): Europa bedroht von innen und von außen? Erträge des Symposions des Dimitris-Tsatsos-Instituts für Europäische Verfassungswissenschaften am 14. und 15. Juni 2019 an der FernUniversität in Hagen. BWV, Berliner Wissenschafts-Verlag, Berlin 2020, ISBN 978-3-8305-5043-3.
- Band 20: Ewald Grothe, Arthur Schlegelmilch (Hrsg.): Constitutional Moments. Erträge des Symposions des Dimitris-Tsatsos-Instituts für Europäische Verfassungswissenschaften, des Instituts für Geschichte und Biographie und des Archivs des Liberalismus der Friedrich-Naumann-Stiftung für die Freiheit am 13. und 14. April 2018 an der FernUniversität in Hagen. BWV, Berliner Wissenschafts-Verlag, Berlin 2020, ISBN 978-3-8305-3982-7.
- Band 19: Peter Schiffauer (Hrsg.): A Single Model of Governance or Tailored Responses? Historical, Economic and Legal Aspects of European Governance in the Crisis. Patentrezept oder Antworten nach Maß? Historische, ökonomische und juristische Aspekte Europäischer Governance in der Krise. Erträge des Symposions des Dimitris-Tsatsos-Instituts für Europäische Verfassungswissenschaften an der FernUniversität in Hagen am 24. und 25. November 2016, BWV, Berliner Wissenschafts-Verlag, Berlin 2018, ISBN 978-3-8305-3836-3.
- Band 18: Peter Schiffauer, Krzysztof Lobos (Hrsg.): Beiträge zu den Wurzeln der europäischen Integration. Ertrag einer deutsch-polnischen Diskussion ein Jahrzehnt nach der Osterweiterung der Europäischen Union, BWV, Berliner Wissenschafts-Verlag, Berlin 2016, ISBN 978-3-8305-3666-6.
- Band 17: Peter Brandt (Hrsg.): Parlamentarisierung und Entparlamentarisierung von Verfassungssystemen. Erträge des Symposions des Dimitris-Tsatsos-Instituts für Europäische Verfassungswissenschaften an der FernUniversität in Hagen am 5. und 6. Dezember 2016, BWV, Berliner Wissenschafts-Verlag, Berlin 2016, ISBN 978-3-8305-3665-9.
- Band 16: Peter Brandt (Hrsg.): Verfassung und Krise. Erträge des Symposions des Dimitris-Tsatsos-Instituts für Europäische Verfassungswissenschaften an der FernUniversität in Hagen am 29. und 30. November 2013, BWV, Berliner Wissenschafts-Verlag, Berlin 2015, ISBN 978-3-8305-3585-0.
- Band 15: Peter Brandt, Andreas Haratsch, Hans-Rüdiger Schmidt (Hrsg.): Verfassung – Parteien – Unionsgrundordnung. Gedenksymposion für Dimitris Th. Tsatsos. Erträge des Symposions des Dimitris-Tsatsos-Instituts für Europäische Verfassungswissenschaften an der FernUniversität in Hagen am 6. und 7. Mai 2011, BWV, Berliner Wissenschafts-Verlag, Berlin 2015, ISBN 978-3-8305-3509-6.
- Band 14: Andreas Haratsch (Hrsg.): Nationale Verfassungen und Europarecht, BWV, Berliner Wissenschafts-Verlag, Berlin 2014, ISBN 978-3-8305-3445-7.
- Band 13: Andreas Haratsch (Hrsg.): Das Subsidiaritätsprinzip – Ein Element des europäischen Verfassungsrechts. Erträge des Symposions des Instituts für Europäische Verfassungswissenschaften an der FernUniversität in Hagen am 5. September 2009, BWV, Berliner Wissenschafts-Verlag, Berlin 2014, ISBN 978-3-8305-3354-2.
- Band 12: Peter Brandt (Hrsg.): Perspektiven der Unionsgrundordnung. Gewidmet Prof. Dr. Dr. h.c. mult. Dimitris Th. Tsatsos zu seinem 75. Geburtstag. Erträge des Symposiums des Instituts für Europäische Verfassungswissenschaften an der Fernuniversität in Hagen am 4. Mai 2008, BWV, Berliner Wissenschafts-Verlag, Berlin 2013, ISBN 978-3-8305-3207-1.
- Band 11: Ingrid Piela: Walter Hallstein – Jurist und gestaltender Europapolitiker der ersten Stunde. Politische und institutionelle Visionen des ersten Präsidenten der EWG-Kommission (1958–1967), BWV, Berliner Wissenschafts-Verlag, Berlin 2012, ISBN 978-3-8305-3139-5.
- Band 10: Arthur Benz (Hrsg.): Politikberatung in Verfassungsreformen. Erträge des Symposiums des Dimitris-Tsatsos-Instituts für Europäische Verfassungswissenschaften an der FernUniversität in Hagen am 24. September 2010, BWV, Berliner Wissenschafts-Verlag, Berlin 2012, ISBN 978-3-8305-3092-3.
- Band 9: Izabela Jędrzejowska: Constitutional Terminology in Transition. The Drifting Semantics of the Supranational Discourse under Negotiation, BWV, Berliner Wissenschafts-Verlag, Berlin 2011, ISBN 978-3-8305-1903-4.
- Band 8: Peter Brandt (Hrsg.): Der große Nachbar im Osten. Beiträge zur Geschichte, zur Verfassung und zu den Außenbeziehungen Russlands, BWV, Berliner Wissenschafts-Verlag, Berlin 2012, ISBN 978-3-8305-3091-6.
- Band 7: Werner Daum, Kathrin S. Hartmann, Simon Palaoro, Bärbel Sunderbrink (Hrsg.): Kommunikation und Konfliktaustragung. Verfassungskultur als Faktor politischer und gesellschaftlicher Machtverhältnisse, BWV, Berliner Wissenschafts-Verlag, Berlin 2009, ISBN 978-3-8305-1733-7.
- Band 6: Peter Brandt (Hrsg.): „Soziales Europa?“ Erträge des Symposions des Instituts für Europäische Verfassungswissenschaften an der FernUniversität in Hagen am 20. Oktober 2006, BWV, Berliner Wissenschafts-Verlag, Berlin 2009, ISBN 978-3-8305-1697-2.
- Band 5: Christiane Dietze: Das Projekt Europa in der Dialektik von freiem Markt und sozialer Gerechtigkeit. Juristische Prolegomena zu einem Europäischen Sozialmodell, BWV, Berliner Wissenschafts-Verlag, Berlin 2009, ISBN 978-3-8305-1668-2.
- Band 4: Dimitris Th. Tsatsos: Zur Verfassungsentwicklung Europas – Beiträge aus den Jahren 1997 bis 2008, hrsg. von Peter Brandt, Andreas Haratsch, Hans-Rüdiger Schmidt, BWV, Berliner Wissenschafts-Verlag, Berlin 2008, ISBN 978-3-8305-1531-9.
- Band 3: Andreas Haratsch, Peter Schiffauer (Hrsg.): Grundrechtsschutz in der Europäischen Union – zwei Vorträge im Rahmen eines internationalen Seminars an der Doshisha Universität Kyoto, BWV, Berliner Wissenschafts-Verlag, Berlin 2007, ISBN 978-3-8305-1468-8.
- Band 2: Dimitris Th. Tsatsos (Hrsg.): Zum Konstitutionalisierungsprozess in der Europäischen Union. Ein Beitrag durch fünf Dokumente, BWV, Berliner Wissenschafts-Verlag, Berlin 2005, ISBN 3-8305-0983-9.
- Band 1: Die Europäische Union als Verfassungsordnung. Erträge des Eröffnungssymposions des Instituts für Europäische Verfassungswissenschaften an der FernUniversität Hagen am 13. Februar 2004, BWV, Berliner Wissenschafts-Verlag, Berlin 2004, ISBN 3-8305-0869-7.

## Dimitris Tsatsos-Preis

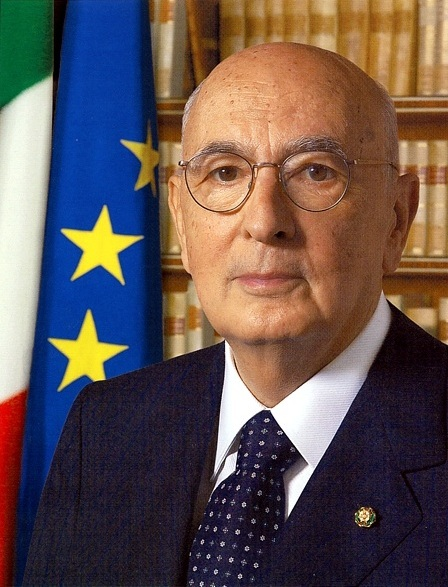
Preisträger des Jahres 2016: Giorgio Napolitano (2006)

Im Jahre 2012 hat das DTIEV in Zusammenarbeit mit dem Centre for European Constitutional Law (CECL, Themistokles und Dimitris Tsatsos-Stiftung) in Athen den „Dimitris Tsatsos-Preis für herausragende Leistungen auf dem Gebiet der Europäischen Verfassungswissenschaften“ ins Leben gerufen, der in der Regel alle zwei Jahre vergeben wird. Die beiden Institute sind im Wechsel vorschlagsberechtigt.
Bisherige Preisträger waren
- 2018: Wolfgang Reinhard, deutscher Historiker[4]
- 2016: Giorgio Napolitano, italienischer Staatspräsident[5]
- 2015: Íñigo Méndez de Vigo y Montojo, spanischer Bildungsminister[6]
- 2012: Vassilios Skouris, griechischer Präsident des Europäischen Gerichtshofes[7]